# Рюдігер фон Гейкінг
Рюдіґер Карл Артур Домінік фон Гейкінґ (нім. Rüdiger Carl Arthur Dominique von Heyking; 10 січня 1894, Растенбург — 18 лютого 1956, Бонн) — німецький офіцер, генерал-лейтенант авіації. Кавалер Німецького хреста в золоті.

## Біографія
Виходець із знатного прусського роду Гейкінґ. 22 березня 194 року вступив у 85-й піхотний полк «Герцог Гольштайнський». Учасник Першої світової війни, з вересня 1917 по січень 1918 року пройшов льотну підготовку. З 31 січня 1918 року — спостерігач 2-ї бойової ескадри, того ж дня збитий і захоплений у полон французькими військами. В травні 1920 року звільнений і зарахований на службу в рейхсвер. В 1920/29 роках служив у 4-му автотранспортному батальйоні. 31 липня 1929 року офіційно звільнений у відставку і направлено на секретні авіаційні курси. Після закінчення навчання 1 червня 1931 року повернутий на службу і призначений командиром роти свого батальйону. 1 квітня 1934 року переведений в люфтваффе і призначений інструктором льотної школи в Тутові. 1 січня 1937 року переведений в штаб 2-ї авіаційної області, а 4 лютого 1938 року призначений командиром 21-го авіаційного навчального полку. З 25 лютого 1940 року — командир 2-ї бойової ескадри особливого призначення, потім в 1941 році командував авіаційною навчальною дивізією. З 1 листопада 1941 року — командир бойової ескадри особливого призначення (пізніше — 1-ї повітрянодесантної ескадри) 11-го авіакорпусу. З 25 листопада 1942 року — командир 6-ї авіапольової дивізії. 4 листопада 1943 року після передачі дивізії в сухопутні війська зарахований в резерв. 1 травня 1944 року призначений командиром 6-ї парашутної дивізії. 4 вересня 1944 року під час найважчих боїв під Арнемом взятий в полон британськими військами. 1 травня 1945 року переданий американцям. В червні 1947 року звільнений

## Нагороди
- Залізний хрест 2-го і 1-го класу
- Ганзейський Хрест (Гамбург)
- Нагрудний знак «За поранення» в чорному
- Нагрудний знак пілота-спостерігача (Пруссія)
- Пам'ятний знак пілота (Пруссія)
- Почесний хрест ветерана війни з мечами
- Медаль «За вислугу років у Вермахті»
  - 4-го, 3-го і 2-го класу (18 років; 2 жовтня 1936) — отримав 3 нагороди одночасно.
  - 1-го класу (25 років)
- Комбінований Знак Пілот-Спостерігач
- Медаль «У пам'ять 1 жовтня 1938»
- Застібка до Залізного хреста 2-го і 1-го класу
- Нарукавна стрічка «Крит»
- Нагрудний знак спостерігача (Болгарія)
- Нагрудний знак люфтваффе «За наземний бій»
- Німецький хрест в золоті (26 грудня 1943)